# 데이터 자원 관리
데이터 자원 관리(data resource management), 또는 간단히 데이터 관리(data administration)는 개발되고 있는 정보정책, 데이터 계획과 이를 감독하는 것, 데이터 사전 개발, 정보시스템 전문가들과 최종 사용자 그룹이 데이터를 어떻게 사용하는지를 모니터링 하는 것을 말한다. 데이터에 관한 구제적인 정책과 절차들을 통해 데이터를 관리하는 활동이다. 큰 조직 안에서, 기업의 자원으로써 정보를 계획하고 관리하는 적은 종종 데이터 관리 기능을 요구하기 때문에 필수적이다. 조직은 데이터베이스의 구조와 내용을 정의, 조직, 데이터베이스를 유지하는데 책임이 있다.